# Пируз Хозроје
Пируз Хозроје (средњоперсијски: Пероз Хозроје), познат као Пирузан или Фирузан, био је моћан персијски аристократа који је био вођа фракције Парсиг (персијска) која је контролисала већи део послова Сасанидског царства за време грађанског рата у сасанидској држави 628-632. Убијен је у бици за Нахаванд 642.

## Биографија

### Сасанидски грађански рат
Пируз се први пут спомиње 628. године, као један од завереника против Хозроја II. У овом периоду Пируз је преузео вођство над фракцијом Парсиг, док је Испахбудан Фарух Хормизд преузео вођство над Пахлав (партском) фракцијом. Након свргавања Хозроја, његов син Кавад II постао је нови краљ Сасанидског царства. Пируз је тада изабран за његовог вузург фрамадара (везира или премијера); наводно је по Кавадовом наређењу погубио сву Кавадову браћу и полубраћу. Кавад је тада склопио мир са Византијским царством, које је обновило све изгубљене територије.
Међутим, убрзо након ових догађаја, фракције Парсиг и Пахлав ушле су у сукоб, који је поделио ресурсе земље, а касније је резултирао разорном кугом која се проширила западним Ираном, а која је убила половину становништва заједно са Кавадом II, којег је наследио Ардашир III. Пируза је наследио Мах-Адур Гушнасп као вузург фрамадар царства, док је Пируз остао заповедник краљевске гарде (хазарбед]).
Годину дана касније, Шахрбараз, са силом од 6.000 људи, кренуо је према Ктесифону и опколио град. Међутим, Шахрбараз није успео да освоји град, па је склопио савез са Пирузом. Такође је склопио и савез са Намдаром Јушнасом, спахбедом Нирмуза. Шахрбараз је уз помоћ ове две моћне личности заузео Ктесифон и погубио Ардашира III, заједно са његовим министром Мах-Адхур Гушнасп-ом, укључујући и друге сасанидске племиће попут Ардабила. Четрдесет дана касније, Шахрбараза је убио Фарух Хормизд, који је потом Борандухт, ћерку Хозроја II, довео на престо.
Борандухту је, међутим, свргао Шапур-и Шахрвараз, син сестре Хозроја II Мирхрана и шахрбараза. Убрзо су га свргли Пируз и његова фракција, који нису признали његово право на престо. Он је крунисао Азармидохт, сестру Борандухта, за владара Персије. Да би склопио савез са фракцијом Парсиг и искористио власт, Фарух Хормизд је затражио од Азармидохт да се уда за њега. Не усуђујући се да одбије, Азармидохт је убила уз помоћ Михранида Сијавахша, који је био унук Бахрама Корбина, познатог спахбед-а и накратко шаханшах.
Она је била, међутим, убијена од стране сина Ростама Фарохзада, који је потом вратио Борандухт на трон, који је касније сазвао састанак са фракцијом Пахлав и Парсиг, где су обе фракције пристале да раде заједно. Пируз је, међутим, касније и сам задавио Борандухт, чиме је окончан Парсиг-Пахлав савез и настављено њихово непријатељство. Ростаму и Пирузу, међутим, претили су њихови људи, који су, како каже ел-Табари, рекли двојици вођа фракције да: "вас двојца нисте достигли такав чин да ће се Иран сложити са вама у овом мишљењу и да ћете га изложити пропасти. Након Багдада, Валашабада и Тикрита преостаје само Ктесифон. Боже, или се вас двојца уједините, или ћемо заиста започети с вама. "Пируз и Ростам су се тада још једном сложили да заједно раде и крунисали су Јездигерд III, унука Хозроја II, за новог краља царства.

## Арапска инвазија
Годину дана касније, муслимански Арапи започели су освајање Персије. Бахман Џадуји, члан фракције Парсиг, заједно са Андарзахаром, сукобио се са Арапима у бици код Валаџе; они су, међутим, поражени. Након 6 сасанидских пораза, Бахман је 634. године успео да порази Арапе у бици код моста. Две године касније, Арапи су извршили контранапад заузимањем Кадисије, где је Пируз командовао задњом стражом сасанидске војске. Сасаниди су поражени, а многе угледне личности из Ирана, укључујући Ростама Фарохзада и Бахмана Џадуија, убијене су. Арапи су потом опколили Ктесифон. Пируз је успео да преживи и заједно са Нахираганом, Михраном Разијем и Хормузаном, укључујући остале преживеле, и прегруписао се у Бавелу (Вавилон), где су покушали да одврате арапску војску, али су поново поражени.
Ктесифон је убрзо заузет, а Пируз је побегао у Џалулу, где је почео да подиже другу војску. Касније се сукобио са Арапима у бици код Џалуле 637. године, где је поново поражен, док је Михран Рази убијен. Пируз је потом побегао у Медију, где се прегруписао са сасанидским племићима и борио се против Арапа у бици код Нахаванда 642, где је коначно убијен.